# B'z The Best "Pleasure II"
『B'z The Best "Pleasure II"』（ビーズ・ザ・ベスト・プレジャー・ツー）は、日本の音楽ユニット・B'zが2005年11月30日にリリースした公認ベスト・アルバム。『B'z The Best "Pleasure"』の続編。

## 概要
通称「赤盤」。ベスト・アルバム『B'z The Best "Pleasure"』『B'z The Best "Treasure"』同様スリーブケース仕様。
ジャケットデザインは稲葉と松本のみで構成されたワンシーンでストーリー性があり、本作では『Treasure』に引き続いてついにライブが開始されて盛り上がるシーン。メンバーが着ている約50点にも及ぶ衣装は収録シングルのジャケット写真やPVで着用したもの。なお、このライブハウスは2003年の北米ツアー『B'z LIVE-GYM 2003 BANZAI in North America』で訪れた「The Fillmore」。
25thシングル『HOME』から39thシングル『OCEAN』までに発売された7年間の全シングル15曲に加え、「いつかのメリークリスマス」の新録を収録。『B'z The Best "Pleasure"』『B'z The Best "Treasure"』同様、曲順はランダムである。
シングル曲は全てシングルバージョンのため、10曲がアルバム初収録となった。また、収録されているシングル曲は全てオリコンチャートで1位を獲得している。
日本レコード協会認定による第20回日本ゴールドディスク大賞受賞記念として、ミリオン作品の中から選ばれたアルバムのジャケット・アートワークをデザインに用いたミュージック・ギフトカード「ミリオンアーティストカード」（2006年6月15日に限定発行）に選定された。

## プロモーション
その年の『ミュージックステーションスーパーライブ』に出演し、「いつかのメリークリスマス」と「OCEAN」を披露。「OCEAN」はテレビ初披露だった。また、『CDTV』にはコメント出演している。
本作の発売を記念し、『B'z The Best "Pleasure II"』のジャケット写真カラーである赤のイルミネーションで装飾されたB'zクリスマス・ツリー（高さ4mのツリー6本、高さ2mのツリー7本の計13本）が期間限定でお台場に登場した。

## チャート成績・受賞歴
オリコンチャートでは通算19作目となる1位を獲得し、歴代アルバム首位獲得数記録で松田聖子を抜いて単独2位となった。また、2002年発売のバラードベスト・アルバム『The Ballads 〜Love & B'z〜』以来のミリオンセラーを記録している。
第20回日本ゴールドディスク大賞でロック&ポップ・アルバム・オブ・ザ・イヤーを受賞した。

## 特典

### 抽選会
発売日から一定期間、特定の販売店舗で「B'z DAY」という抽選会が開催された。その店舗で購入するとくじを引くことができ、「B'z豪華スペシャルグッズ」のいずれかを必ず貰えた。グッズは「USBスピーカー（+オリジナルBOX）」「カードカレンダー（+オリジナルBOX）」「カレンダー付きボールペン」「缶バッジセット（16個+オリジナルBOX）」「復刻ポスターセット（2枚組、「HOME」+「ultra soul」、「今夜月の見える丘に」+「OCEAN」のいずれか1種類のみを選ぶ）」「クリアファイルセット（2枚入り）」「カードカレンダーセット（2枚組）」の計7つ。

### ライブ映像ダウンロード
特典として「B'z / iTunes Custom Card」が同梱されており、2006年5月31日まで初公開ライブ映像がダウンロードできた。以下の4曲の中から1曲、1回のみのダウンロードだった。
- HOME
『B'z LIVE-GYM '99 "Brotherhood"-EXTRA-』1999年9月25日、京都会館第一ホール
カードの色：グリーン

- 今夜月の見える丘に
『B'z LIVE-GYM Pleasure 2000 "juice"』 2000年8月13日、千葉マリンスタジアム
カードの色：イエロー

- ultra soul
『B'z LIVE-GYM 2003 "BIG MACHINE"』 2003年12月27日、東京ドーム
カードの色：ピンク

- OCEAN
『B'z LIVE-GYM 2005 "CIRCLE OF ROCK"』2005年9月19日、大阪ドーム
カードの色：ブルー

## 広告
本作の広告が2005年10月28日付読売新聞朝刊に30段のスペースで掲載された。メンバーの姓(稲葉・松本)にかけたパロディで右は稲葉製作所(イナバ物置)、左は松本引越センター。稲葉は稲葉製作所社長以外の99人に、松本は運転手に扮している。この広告はブログで話題になったという。また、第22回読売広告大賞読者が選ぶ広告の部特別作品賞を受賞した。
また、発売日の11月30日付の朝日新聞と読売新聞の朝刊にも1面で掲載された。同時発売のバンドスコアと特定店舗で行われるB'z DAYの告知がなされた。

## 収録曲
| 全作詞: 稲葉浩志、全作曲: 松本孝弘。 |                                                                |           |            |                                        |      |
| #                                    | タイトル                                                       | 作詞      | 作曲・編曲 | 編曲                                   | 時間 |
| 1.                                   | 「OCEAN」                                                      | 稲葉浩志  | 松本孝弘   | 松本孝弘・稲葉浩志・徳永暁人・池田大介 | 5:27 |
| 2.                                   | 「今夜月の見える丘に」                                         | 稲葉浩志  | 松本孝弘   | 松本孝弘・稲葉浩志                     | 4:11 |
| 3.                                   | 「愛のバクダン」                                               | 稲葉浩志  | 松本孝弘   | 松本孝弘・稲葉浩志・徳永暁人           | 4:24 |
| 4.                                   | 「ultra soul」                                                 | 稲葉浩志  | 松本孝弘   | 松本孝弘・稲葉浩志・徳永暁人           | 3:44 |
| 5.                                   | 「HOME」                                                       | 稲葉浩志  | 松本孝弘   | 松本孝弘・稲葉浩志                     | 4:21 |
| 6.                                   | 「いつかのメリークリスマス 〜「恋するハニカミ!」バージョン〜」 | 稲葉浩志  | 松本孝弘   |                                        | 5:18 |
| 7.                                   | 「熱き鼓動の果て」                                             | 稲葉浩志  | 松本孝弘   | 松本孝弘・稲葉浩志・徳永暁人           | 4:08 |
| 8.                                   | 「野性のENERGY」                                               | 稲葉浩志  | 松本孝弘   | 松本孝弘・稲葉浩志・徳永暁人           | 4:40 |
| 9.                                   | 「IT'S SHOWTIME!!」                                            | 稲葉浩志  | 松本孝弘   | 松本孝弘・稲葉浩志・徳永暁人           | 3:59 |
| 10.                                  | 「juice」                                                      | 稲葉浩志  | 松本孝弘   | 松本孝弘・稲葉浩志                     | 4:03 |
| 11.                                  | 「May」                                                        | 稲葉浩志  | 松本孝弘   | 松本孝弘・稲葉浩志・大島康祐           | 4:21 |
| 12.                                  | 「ギリギリchop」                                               | 稲葉浩志  | 松本孝弘   | 松本孝弘・稲葉浩志                     | 4:00 |
| 13.                                  | 「RING」(ストリングスアレンジ:池田大介)                        | 稲葉浩志  | 松本孝弘   | 松本孝弘・稲葉浩志                     | 4:01 |
| 14.                                  | 「BANZAI」                                                     | 稲葉浩志  | 松本孝弘   | 松本孝弘・稲葉浩志・池田大介           | 3:51 |
| 15.                                  | 「ARIGATO」                                                    | 稲葉浩志  | 松本孝弘   | 松本孝弘・稲葉浩志・徳永暁人           | 5:04 |
| 16.                                  | 「GOLD」(ストリングス&ホーンアレンジ:池田大介)                 | 稲葉浩志  | 松本孝弘   | 松本孝弘・稲葉浩志                     | 5:33 |
| 合計時間:                            | 合計時間:                                                      | 合計時間: | 71:05      |                                        |      |

## 楽曲解説
1. OCEAN
  - 39thシングル。アルバム初収録。
2. 今夜月の見える丘に
  - 27thシングル。シングルバージョンとしてはアルバム初収録。
3. 愛のバクダン
  - 38thシングル。
4. ultra soul
  - 31stシングル。シングルバージョンとしてはアルバム初収録。
5. HOME
  - 25thシングル。本作の中で一番古い音源。
6. いつかのメリークリスマス 〜「恋するハニカミ!」バージョン〜
  - 2004年の同番組内で使用されたバージョンの再アレンジバージョン。
  - 伴奏はベルの音色とアコースティック・ギターのみで、ボーカル・パートは一部が多重コーラスとなっている[17]。
7. 熱き鼓動の果て
  - 33rdシングル。
8. 野性のENERGY
  - 35thシングル。シングルバージョンとしてはアルバム初収録。
9. IT'S SHOWTIME!!
  - 34thシングル。シングルバージョンとしてはアルバム初収録。
10. juice
  - 29thシングル。シングルバージョンとしてはアルバム初収録。
11. May
  - 28thシングル。
12. ギリギリchop
  - 26thシングル。シングルバージョンとしてはB'zのアルバム初収録[注釈 2]。
13. RING
  - 30thシングル。
14. BANZAI
  - 36thシングル。アルバム初収録。
15. ARIGATO
  - 37thシングル。アルバム初収録。
16. GOLD
  - 32ndシングル。

## タイアップ
- TBS系『恋するハニカミ!』テーマソング（#6）

## 参加ミュージシャン

### レコーディング参加ミュージシャン
- 松本孝弘:ギター、全曲作曲・編曲
- 稲葉浩志:ボーカル、コーラス（#1）、全曲作詞・編曲
- 徳永暁人:ベース（#1.3.7-9.14.15）、編曲（#1.3.4.6-9.15）
- 池田大介:編曲（#1.14）、シンセサイザー（#5）、ストリングスアレンジ（#13.16）、ホーンアレンジ（#16）
- 大島康祐:編曲（#11）
- シェーン・ガラース:ドラム（#1.3.8.14.15）、パーカッション（#1）
- 山木秀夫:ドラム（#2.5.7.16）
- ブライアン・ティッシー:ドラム（#8.10）
- 黒瀬蛙一:ドラム（#12）
- 中村“キタロー”幸司:ベース（#2.13）
- 明石昌夫:ベース（#5）
- Fingers:ベース（#10）
- バカボン鈴木:ベース（#11）
- 寺沢功一:ベース（#12）
- 小野塚晃:ピアノ（#2.11.13）
- 和泉宏隆:ピアノ（#5）・アコーディオン（#5）
- TAMA STRINGS:ストリングス（#1）
- 日色Strings:ストリングス（#6）
- 篠崎Strings:ストリングス（#13）
- 斎藤ノヴ:パーカッション（#5）
- 大田紳一郎:コーラス（#1）
- 古川真一:コーラス（#6）

### 特典ライブ映像参加ミュージシャン
- 松本孝弘：ギター
- 稲葉浩志：ボーカル
- 満園庄太郎：ベース
- バリー・スパークス：ベース
- 徳永暁人：ベース・コーラス
- 黒瀬蛙一：ドラム
- シェーン・ガラース：ドラム
- 増田隆宣：キーボード
- 大田紳一郎：ボーカル・ギター